# Acremonium fusidioides
Acremonium fusidioides är en svampart som först beskrevs av Nicot, och fick sitt nu gällande namn av W. Gams 1971. Acremonium fusidioides ingår i släktet Acremonium, ordningen köttkärnsvampar, klassen Sordariomycetes, divisionen sporsäcksvampar och riket svampar.   Inga underarter finns listade i Catalogue of Life.